# Owen megye (Kentucky)
Owen megye az Amerikai Egyesült Államokban, azon belül Kentucky államban található. Megyeszékhelye és legnagyobb városa Owenton. Lakosainak száma 11 278 fő (2020. április 1.). Owen megye Gallatin, Grant, Scott, Franklin, Henry és Carroll megyékkel határos.

## Népesség
A megye népességének változása:
| Lakosok száma | 10 842 | 10 833 | 10 787 | 10 662 | 10 730 | 11 278 |
|               | 2010   | 2011   | 2012   | 2013   | 2015   | 2020   |